# Samsung Galaxy S5
Samsung Galaxy S5 peti je Samsungov uređaj iz serije Galaxy S kojeg pokreće operacijski sustav Android. Predstavljen je 24. veljače 2014. godine na Mobile World Congressu u Barceloni, Španjolskoj. Izašao je 11. travnja 2014. godine u 150 zemalja, kao nasljednik Galaxyja S4. Uređaj je izvorno izdan s Androidom 4.4.2 KitKat, a primio je nadogradnju na Android 6.0.1 Marshmallow.

## Hardver
Samsung Galaxy S5 bio je dostupan u četiri boje - crnoj, plavoj, ružičastoj i bijeloj.
Uređaj je napravljen od plastike i dimenzija 143 x 72,5 x 8,2 mm. Super AMOLED zaslon uređaja veličine je 5,1 inča (130 mm) i rezolucije 1920×1080 piksela. Ispod zaslona nalazi se tipka početnog zaslona s ugrađenim čitačem otiska prsta i dvije kapacitivne tipke - "natrag" i "nedavne aplikacije".
Galaxy S5 pogoni četverojezgreni Soc Snapdragon 801 takta 2,5 GHz, a na nekim tržištima postoji i inačica s osmojezgrenim SoC-om Exynos 5422. Dolazi sa 16 ili 32 GB pohrane i 2 GB RAM-a. Obje inačice podržavaju microSD kartice do 128 GB.
Uređaj nosi IP67 certifikat otpornosti na vodu i prašinu što omogućuje njegovo uranjanje u jedan metar vode do 30 minuta.
Galaxy S5 sadrži 16-megapikselnu kameru koja podržava HDR, snimanje videozapisa u 4K rezoluciji u 30 sličica po sekundi ili snimanje u 1080p rezoluciji u 60 sličica po sekundi. Podržane su i usporene snimke u 720p rezoluciji u 120 sličica po sekundi. Pokraj bljeskalice nalazi se senzor otkucaja srca.
Na vrhu uređaja nalaze se priključak za slušalice i infracrveni odašiljač.
Uređaj napaja litij-ionska baterija veličine 2.800 mAh koju je moguće ukloniti iz uređaja. Podržava bežično punjenje pomoću standarda Qi.

## Inačice
- SM-G800 (Mini)
- SM-G870A (Active)
- SM-G900A (AT&T)
- SM-G900F (International)
- SM-G900FD (Duos)
- SM-G900H (HSPA)
- SM-G900P (Sprint)
- SM-G900T(LTE-A)
- SM-G900V (Verizon)
- SM-G900W8 (Canada)
- SM-G900S(SKT LTE-A)
- SM-G906S(SKT Broadband LTE-A)
- SM-G900K(Olleh LTE-A)
- SM-G906K(Olleh Broadband LTE-A)
- SM-G900L(LGU+ LTE-A)
- SM-G906L(LGU+ Broadband LTE-A)
- SM-G903F (Neo)
- SM-G900R4 (US Cellular)